# Alojzij Cvikl
Alojzij Cvikl (Vizor pri Novi Cerkvi, 19 giugno 1955) è un arcivescovo cattolico sloveno, dal 14 marzo 2015 arcivescovo metropolita di Maribor.

## Biografia
Alojzij Cvikl è nato a Vizor pri Novi Cerkvi, nel comune di Vojnik, il 19 giugno 1955. La sua era una famiglia di agricoltori.

### Formazione e ministero sacerdotale
Ha frequentato le prime quattro classi della scuola elementare a Nova Cerkev e le altre a Dobrna. In terza elementare è diventato ministrante nella parrocchia nativa. Quando aveva dieci anni, ha avuto il primo contatto con la Compagnia di Gesù in quanto la sua parrocchia era stata affidata ai chierici di quest'ordine. Primo parroco gesuita è stato Ludvik Jeza. Nel 1974 si è diplomato al ginnasio di Maribor. Durante questo periodo ha vissuto nel seminario minore dei gesuiti. Nell'autunno del 1974 è entrato ufficialmente nell'Ordine. Nel 1976 ha terminato il servizio militare a Novo mesto e l'anno successivo si è iscritto alla Facoltà di teologia dell'Università di Lubiana. Nell'autunno del 1979 ha iniziato il ministero attivo in un liceo privato di Torino gestito dalla Compagnia di Gesù in qualità di insegnante e formatore. Nel 1980 si è iscritto alla Pontificia Università Gregoriana.
Il 28 marzo 1983 è stato ordinato presbitero nella chiesa parrocchiale di Nova Cerkev dal vescovo ausiliare di Maribor Jožef Smej. Ha svolto il primo servizio da sacerdote come vicario parrocchiale e poi parroco nella parrocchia dell'Incarnazione di Gesù Cristo nel distretto di Dravlje a Lubiana, dove ha dedicato particolare attenzione alla collaborazione con i giovani e con i coniugi.
Nel 1988 si è iscritto a un corso post laurea presso l'Istituto Lumen Vitae di Bruxelles e nel 1990 ha conseguito licenza in pedagogia e scienze sociali. Nell'autunno dello stesso anno è stato nominato parroco a Dravlje. Nella primavera del 1993 si è recato a Padova dove ha completato la sua formazione da gesuita e il 15 agosto dello stesso anno ha professato i voti perpetui a Dravlje. L'arcivescovo Alojzij Šuštar lo ha poi nominato rettore dell'internato presso l'Istituto arcivescovile "San Stanislao" a Lubiana e professore di religione al liceo classico dello stesso Istituto. Ha mantenuto l'incarico per otto anni. Dal 1995 al 2001 è stato provinciale dei gesuiti in Slovenia e nel 1996 è divenuto presidente della Conferenza dei superiori e delle superiore maggiori della Slovenia. Durante il suo mandato come provinciale ha promosso il restauro della chiesa di San Giuseppe a Lubiana, che è stata inaugurata il 5 novembre 2000. Si è anche adoperato per il completamento e la consacrazione della chiesa di San Giovanni Battista a Kočevski Reki. Nel corso di questi anni ha fatto parte di vari comitati e ha partecipato a un Sinodo dei vescovi.
Nel 2001 è diventato rettore del Pontificio collegio russo di Roma, che era stato di recente completamente rinnovato, e ha preso residenza nella comunità. Nel 2010, dopo aver completato il servizio a Roma, aveva previsto di trascorrere un anno sabbatico a Malta. Nel novembre dello stesso anno è stato però chiamato a ricoprire l'incarico di economo ad interim dell'arcidiocesi di Maribor che era stata colpita da una grave crisi finanziaria. L'anno precedente infatti una serie anomala di richieste di mutui da parte dell'arcidiocesi di Maribor ha indotto la Santa Sede a inviare in Slovenia un visitatore apostolico che ha portato alla luce una dissennata gestione finanziaria che si protraeva almeno dal 2003. La questione in effetti nel 2007 era già stata oggetto di inchieste giornalistiche, che tra le altre questioni stigmatizzavano la scelta di avere partecipazioni, sia pure indirette, in un'emittente televisiva pornografica. A detta degli ispettori ministeriali l'entità del debito rendeva quello della Chiesa cattolica slovena il più grande crac finanziario della storia del Paese. Allo stesso tempo, ha continuato il ministero pastorale come sacerdote cooperatore a Vitanje. A Maribor ha lavorato con i creditori dell'arcidiocesi per raggiungere un accordo, siglato il 3 marzo 2015.

### Ministero episcopale
Il 14 marzo 2015 papa Francesco lo ha nominato arcivescovo metropolita di Maribor. Ha ricevuto l'ordinazione episcopale il 26 aprile dello stesso anno nella cattedrale di Maribor dall'arcivescovo Juliusz Janusz, nunzio apostolico in Slovenia, co-consacranti il vescovo di Celje Stanislav Lipovšek e il già vescovo ausiliare di Maribor Jožef Smej.
Dal 13 marzo 2017 al 24 marzo 2022 è stato vicepresidente della Conferenza episcopale slovena.

## Genealogia episcopale
La genealogia episcopale è:
- Cardinale Scipione Rebiba
- Cardinale Giulio Antonio Santori
- Cardinale Girolamo Bernerio, O.P.
- Arcivescovo Galeazzo Sanvitale
- Cardinale Ludovico Ludovisi
- Cardinale Luigi Caetani
- Cardinale Ulderico Carpegna
- Cardinale Paluzzo Paluzzi Altieri degli Albertoni
- Papa Benedetto XIII
- Papa Benedetto XIV
- Papa Clemente XIII
- Cardinale Marcantonio Colonna
- Cardinale Giacinto Sigismondo Gerdil, B.
- Cardinale Giulio Maria della Somaglia
- Cardinale Carlo Odescalchi, S.I.
- Vescovo Eugène de Mazenod, O.M.I.
- Cardinale Joseph Hippolyte Guibert, O.M.I.
- Cardinale François-Marie-Benjamin Richard de la Vergne
- Cardinale Pietro Gasparri
- Cardinale Clemente Micara
- Cardinale Antonio Samorè
- Cardinale Angelo Sodano
- Arcivescovo Juliusz Janusz
- Arcivescovo Alojzij Cvikl, S.I.

## Araldica
| Stemma | Titolare                             | Descrizione |
|        | Alojzij Cvikl Arcivescovo di Maribor | Di nero, alla fiamma e al setaccio di rosso, posti in fascia, alla punta rovesciata d'argento all'ancora di verde. Motto: De tenebris lucem splendescere Ornamenti esteriori da arcivescovo metropolita. |